# Tricase Calcio 2001-2002
Questa voce raccoglie le informazioni riguardanti il Tricase Calcio nelle competizioni ufficiali della stagione 2001-2002.

## Rosa
| N. |                   | Ruolo | Calciatore               |
| -- | ----------------- | ----- | ------------------------ |
| -  | Italia (bandiera) | A     | Nicola Armonia           |
| -  | Italia (bandiera) | C     | Luca Bellante            |
| -  | Italia (bandiera) | D     | Angelo Buono             |
| -  | Italia (bandiera) | D     | Giovanni Capuano         |
| -  | Italia (bandiera) | C     | Giovanni Colonna         |
| -  | Italia (bandiera) | D     | Savino Daleno            |
| -  | Italia (bandiera) | P     | Massimo De Blasio        |
| -  | Italia (bandiera) | A     | Dario Di Giannatale      |
| -  | Italia (bandiera) | D     | Berardino Di Muro        |
| -  | Italia (bandiera) | D     | Giovanni Di Rocco        |
| -  | Italia (bandiera) | D     | Andrea Giorgio Fattizzio |
| -  | Italia (bandiera) | C     | Luigi Franchini          |
| -  | Italia (bandiera) | A     | Angelo Fumarola          |

| N. |                           | Ruolo | Calciatore             |
| -- | ------------------------- | ----- | ---------------------- |
| -  | Albania (bandiera)        | A     | Mario Gurma            |
| -  | Costa d'Avorio (bandiera) | A     | Mamaddu Konatè         |
| -  | Italia (bandiera)         | A     | Antonio Leo            |
| -  | Italia (bandiera)         | P     | Cesare Vinicio Longo   |
| -  | Italia (bandiera)         | C     | Andrea Manco           |
| -  | Italia (bandiera)         | A     | Cosimo Nobile          |
| -  | Italia (bandiera)         | A     | Francesco Perrotta     |
| -  | Italia (bandiera)         | C     | Raffaele Quaranta (I)  |
| -  | Italia (bandiera)         | A     | Michele Paolo Radicchi |
| -  | Italia (bandiera)         | D     | Fabrizio Maria Russo   |
| -  | Italia (bandiera)         | D     | Vincenzo Saladino      |
| -  | Italia (bandiera)         | C     | Antonio Schito         |
| -  | Italia (bandiera)         | A     | Luciano Volturo        |